# Joseph Wenzel (Liechtenstein)

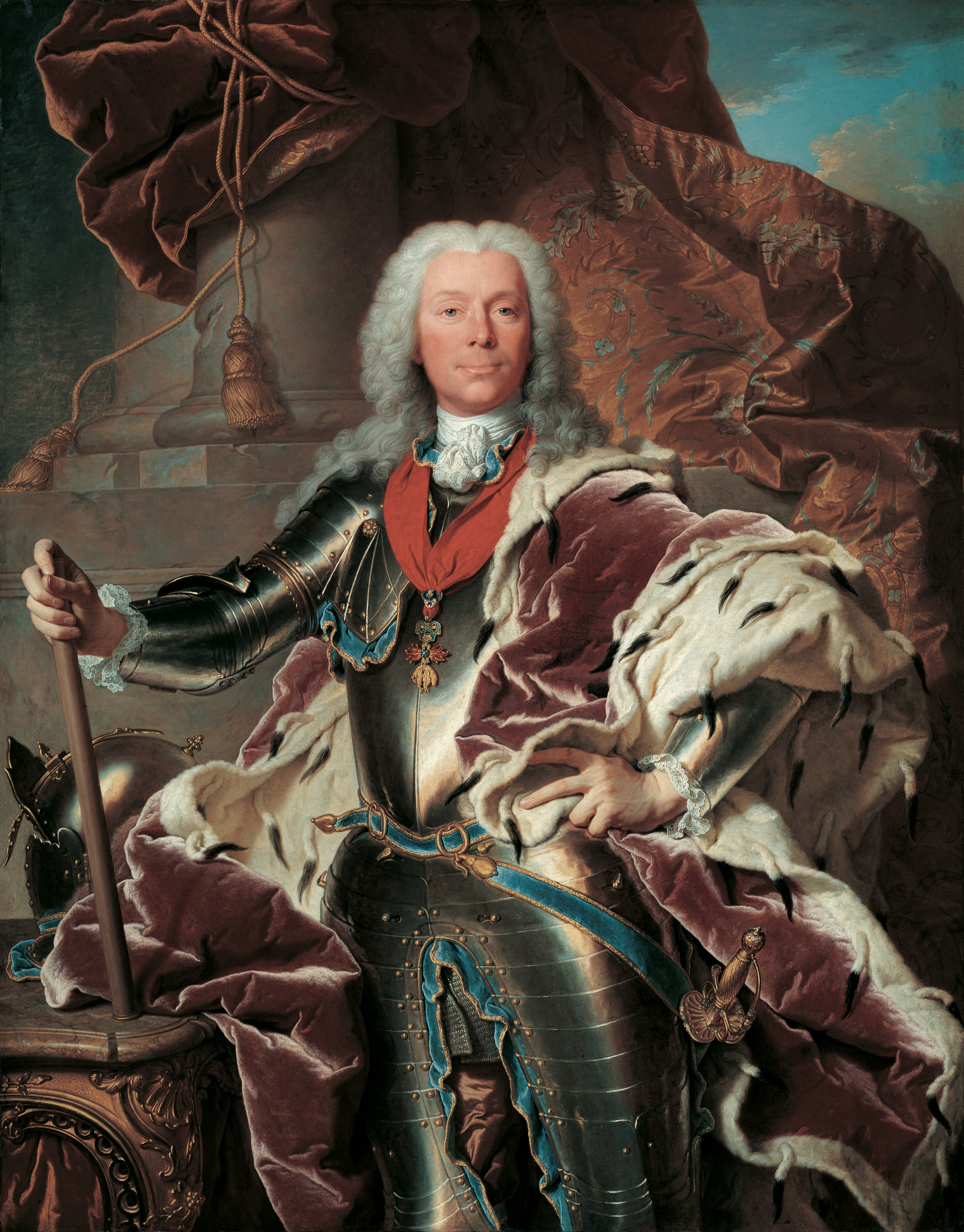
Joseph Wenzel von Liechtenstein (Gemälde von Hyacinthe Rigaud 1740)

Joseph Wenzel (Joseph Wenzel Lorenz; * 9. August 1696 in Prag; † 10. Februar 1772 in Wien) war ein kaiserlich-königlicher Feldmarschall und vom 22. Dezember 1748 bis zu seinem Tod regierender Fürst von Liechtenstein.

## Biografie

### Frühe Jahre und Aufstieg
Liechtenstein war der älteste Sohn des kaiserlichen Feldmarschallleutnants Fürst Philipp Erasmus von Liechtenstein (1664–1704) und dessen Gattin Christina Theresia, geborene Gräfin zu Löwenstein-Wertheim (1665–1730). Nachdem er im Alter von acht Jahren seinen Vater im Spanischen Erbfolgekrieg verloren hatte, wuchs er unter der Vormundschaft des Fürsten Walther von Dietrichstein und des Grafen Maximilian Ulrich von Kaunitz in Prag auf und besuchte das Collegium Carolinum. Gemäß dem Testament seines Onkels dritten Grades Fürst Hans Adam I. von Liechtenstein erbte er 1712 unter anderem die reichsunmittelbare Herrschaft Schellenberg und die Reichsgrafschaft Vaduz, alle fürstlichen Gestüte und Pferde sowie die Häuser in der Wiener Herrengasse. Zwar waren die Bestimmungen des Testaments rechtsgültig, doch widersprachen sie dem Geist der bis dahin stets eingehaltenen Erbeinigung von 1606, die eine Stärkung des Majorats und der Primogenitur vorsah. Der Primogenitus und neue Majoratsherr des Hauses Liechtenstein, sein Onkel Fürst Anton Florian, wollte diese Zurücksetzung nicht akzeptieren. Dementsprechend hatten die letztwilligen Verfügungen des Fürsten Hans Adam I. eine Vielzahl von Prozessen zur Folge.
Wie sein Vater wählte Liechtenstein die militärische Laufbahn. 1716 avancierte er zum Leutnant im Dragonerregiment des Grafen von Velen. Im gleichen Jahr unternahm er eine von seinem Onkel Anton Florian geplante Länderreise nach Westeuropa, die jedoch aufgrund des Eintritts Österreichs in den Venezianisch-Österreichischen Türkenkrieg vorzeitig abgebrochen werden musste.  Von Brüssel aus reiste er über Paris, Nancy, Straßburg und Augsburg nach Wien und begab sich zu seinem Regiment. Im Rang eines Hauptmanns nahm er an der Schlacht von Peterwardein und an der Schlacht bei Belgrad teil, in der er nur knapp ein Handgemenge mit den Feinden überlebte. 1718 erfolgte die Beförderung zum Oberstleutnant. Schon damals zeigte er eine starke Begabung für Kriegstaktik und militärische Organisation. Sein Talent wurde vom kaiserlichen Oberbefehlshaber Prinz Eugen von Savoyen erkannt und tatkräftig gefördert. Zeitlebens blieb dieser ihm eng verbunden. Am 12. März 1718 tauschte er mit seinem Onkel Anton Florian die beiden reichsunmittelbaren Herrschaften Schellenberg und Vaduz. Im Gegenzug dafür erhielt er die Herrschaft Rumburg und 250.000 Gulden. Er setzte den Ausbau Rumburgs zur fürstlichen Residenz fort und überließ seiner Mutter das Schloss als Wohnsitz. Auch die Verehelichung mit seiner Cousine Fürstin Maria Anna von Liechtenstein (1699–1753), Tochter seines Onkels Anton Florian und dessen Gattin Eleonore Barbara, geborene Gräfin von Thun und Hohenstein (1661–1723), trug zur Aussöhnung innerhalb der Familie bei. Die Hochzeit fand am 1. Mai 1718 in Lanzendorf statt. Aus der Ehe ging ein Sohn hervor: Philipp Anton (1719–1723).

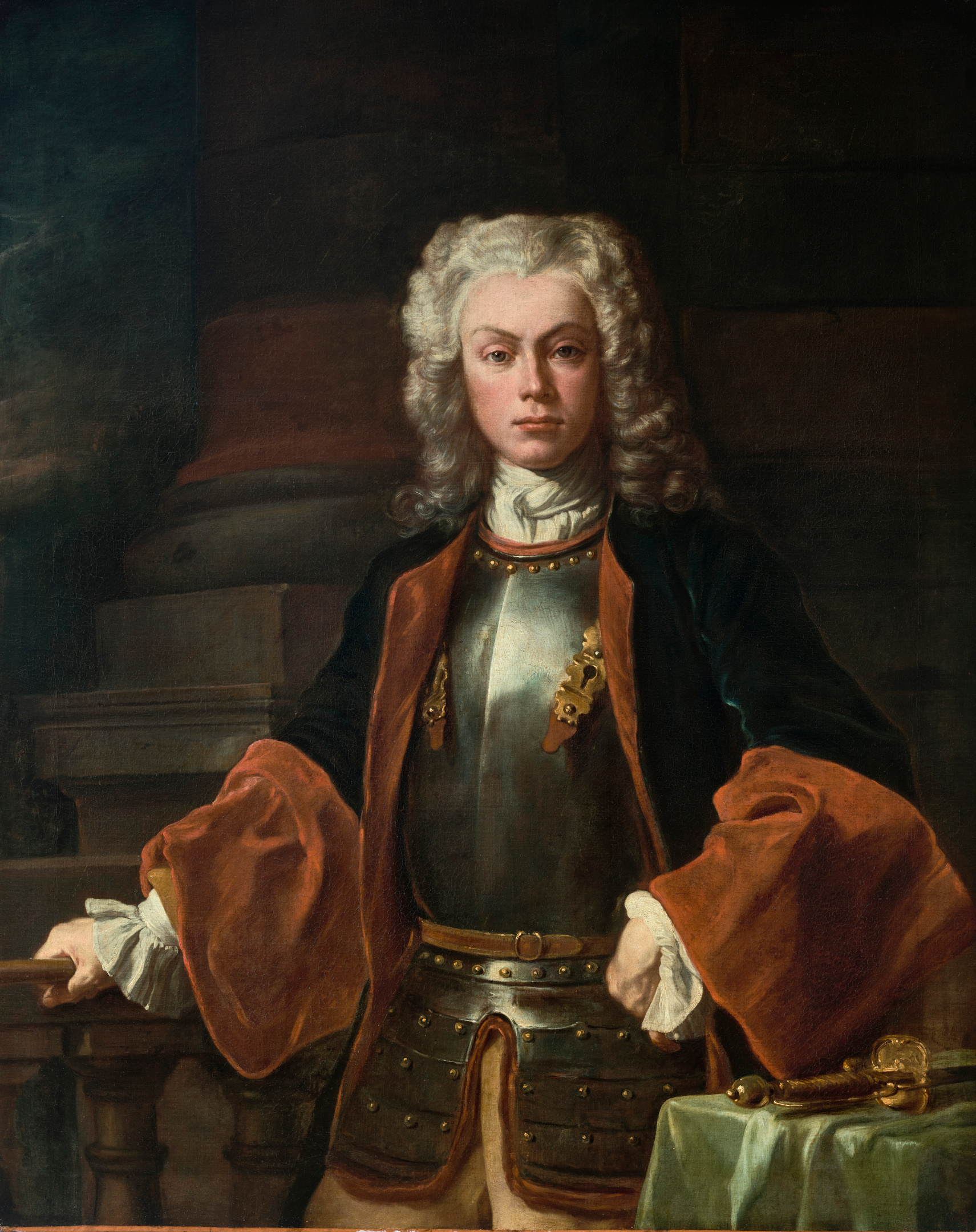
Joseph Wenzel von Liechtenstein (Gemälde von Francesco Solimena 1725)

Mit dem Frieden von Passarowitz begann eine längere Friedensperiode, in der Liechtenstein sich militärischen Studien widmete. Sein Vermögen vermehrte sich 1724 durch den frühen Tod seines jüngsten Bruders Johann Anton weiter. Im Heiligen Jahr 1725 unternahm er gemeinsam mit seiner Gattin eine Italienreise, welche das Ehepaar neben Venedig und Rom auch nach Neapel führte. Den Aufenthalt in Neapel nahm er zum Anlass, sich vom neapolitanischen Maler Francesco Solimena porträtieren zu lassen. Am 1. Mai 1725 wurde er Inhaber des Dragonerregiments St. Amour, welches seine Gattin mit kaiserlicher Bewilligung erkauft und ihm zum Geschenk gemacht hatte. Aus dem Erbe seines 1729 verstorbenen Onkels Hartmann erhielt er ein Kapitalvermögen von 127.000 Gulden und ein Hof in Guntramsdorf. 1730 stieg er zum Oberst auf. Nach dem Tod seines Vetters Fürst Joseph übernahm er die Verwaltung des Majorats und übte bis 1745 die Vormundschaft über dessen Sohn und Haupterben der Familie Johann Nepomuk Karl aus. Der Polnische Thronfolgekrieg beendete die friedliche Ära. Unter dem Oberbefehl des Prinzen Eugen von Savoyen zog er wieder ins Feld. Am 25. September 1733 erließ er für das Fürstentum Liechtenstein eine reduzierte Landammannverfassung, in welcher er die alten Rechte der beiden Landschaften Vaduz und Schellenberg formal wiedereinführte, wobei die Gerichtsbarkeit erster Instanz und die Verwaltung dem fürstlichen Oberamt zugeordnet blieben. Am 27. November 1733 erfolgte seine Ernennung zum Oberst-Feldwachtmeister und am 30. Mai 1734 die Beförderung zum Feldmarschallleutnant. Bei der Belagerung von Philippsburg traf er erstmals mehrfach mit dem preußischen Kronprinzen Friedrich zusammen, woraus sich ein freundschaftliches Verhältnis entwickelte.

### Diplomatische Missionen
Wenig später begann für Liechtenstein eine Phase diplomatischer Tätigkeiten. Dabei standen ihm die erheblichen Ressourcen des Majorats zur Verfügung. 1735 ernannte ihn Kaiser Karl VI. zum außerordentlichen Gesandten am preußischen Hof König Friedrich Wilhelms I. in Berlin. Es war wohl nicht nur die freundschaftliche Beziehung zum preußischen Kronprinzen, welche die Wahl auf ihn fielen ließ. Sein militärisches Können und Interesse waren vorteilhaft im Umgang mit dem Soldatenkönig, dessen schwieriger Charakter die Mission besonders delikat machte. Dem von seinem Vater kurzgehaltenen Kronprinzen lieh er eine größere Geldsumme, um deren Rückzahlung sich viele Jahre später ein Hin-und-her entspann, da Liechtenstein sowohl verzinstes Bargeld als auch ein Porzellanservice aus der Königlichen Porzellan-Manufaktur, die ihm der spätere König als Rückzahlung geschickt hatte, zurückgehen ließ oder mit Gegengeschenken beantwortete. Liechtenstein vermochte in den wenigen Monaten seines Aufenthalts Beziehungen zu den führenden Persönlichkeiten der Berliner Hofgesellschaft zu knüpfen. Die Absicherung der Pragmatischen Sanktion gelang allerdings nicht.

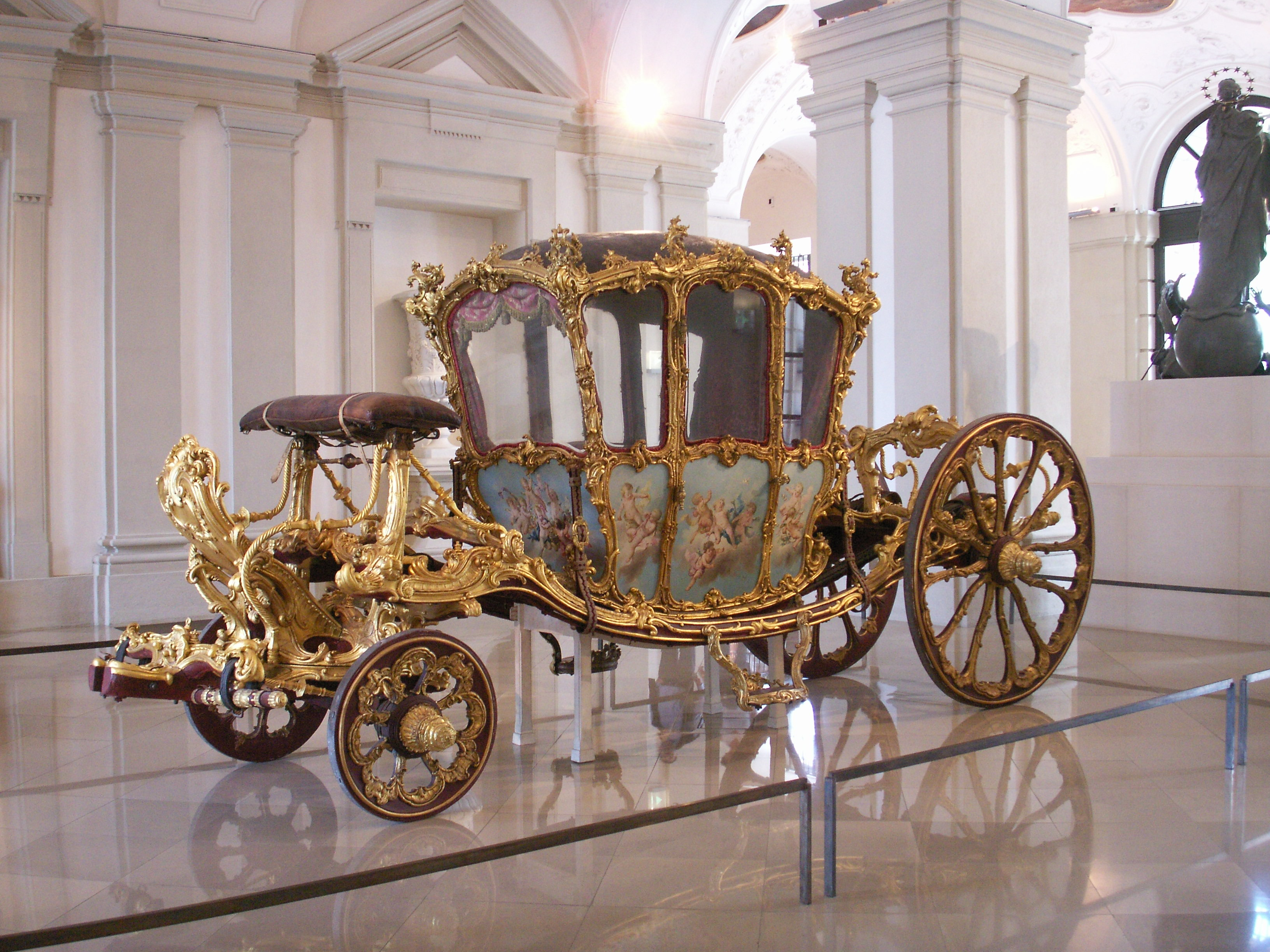
Der Goldene Wagen des Fürsten Joseph Wenzel

Am 27. August 1737 erfolgte seine offizielle Ernennung zum kaiserlichen Botschafter in Paris. Ziel der Mission war die Gewinnung der führenden französischen Politiker für eine Lösung der österreichischen Erbfolgefrage im Sinne Wiens. Gemeinsam mit seinem Mündel reiste er inkognito nach Paris, um während eines Jahres im Stillen seinen offiziellen Einzug als Botschafter in der französischen Hauptstadt und am Hof in Versailles vorzubereiten. Den Architekten Nicolas Pineau beauftragte er, fünf Prunkkutschen zu entwerfen, wovon der sogenannte Goldene Wagen bis heute ein Hauptstück seiner Erwerbungen darstellt. Beim festlichen Einzug am 21. Dezember 1738 in Paris und zwei Tage später in Versailles bildeten die fünf Galawagen, welche von je acht Pferden des fürstlichen Gestüts in Eisgrub gezogen wurden, den Höhepunkt. Der Anlass wurde zu einem gesellschaftlichen Ereignis ersten Ranges. Liechtenstein führte ein prunkvolles Leben, das Einfluss und Stärke des Kaiserreichs repräsentieren sollten, gab berühmte Feste und kümmerte sich um die Vermehrung seiner Sammlungen. Der Pariser Aufenthalt zeigte sein Können und seine Fähigkeit zu glänzender Repräsentation. Am 2. Februar 1739 avancierte er zum General der Kavallerie. Nichtsdestotrotz erkannte er die Hohlheit der französischen Zusicherungen und die drohende Kriegsgefahr und schlug in Wien Alarm. Nach dem Tod Karls VI. erwiesen sich die Befürchtungen um die Fragilität der österreichisch-französischen Beziehungen als berechtigt. Im Dezember 1740 trat Frankreich in den Österreichischen Erbfolgekrieg ein. Liechtensteins Mission endete mit seiner Rückberufung. Er verließ Paris am 28. Februar 1741.

### Regentschaft und Artilleriereform
Liechtenstein kehrte zur Armee zurück und stellte sich ganz auf die Seite der in Bedrängnis geratenen jungen Landesherrin Maria Theresia. In den langwierigen kriegerischen Auseinandersetzungen erwarb er sich große Verdienste. Er kämpfte zuerst in Böhmen und Mähren, wo er die Niederlagen bei Mollwitz (1741) und bei Chotusitz (1742) erlebte. Nach der Einnahme Prags durch den bayerischen Kurfürsten Karl Albrecht verweigerte er diesem die Huldigung. Als 1742 die österreichischen Truppen zum Gegenangriff marschierten, zog er mit ihnen nach Bayern. Anschließend kehrte er nach Mähren zurück. Die Eindrücke, die er auf dem Schlachtfeld gewonnen hatte, zeichneten ein vernichtendes Bild der österreichischen Artillerie. Dies veranlasste ihn, gemeinsam mit Spezialisten Reformvorschläge für die Artillerie zu erarbeiten, welche er in einem Memorandum zusammengefasst der Landesherrin präsentierte. Daraufhin ernannte sie ihn 1744 zum kommandierenden General in Mähren und übertrug ihm das Generaldirektorium über die Land-, Feld- und Hausartillerie neben dem Direktorium des Salpeter- und Pulverwesens.
1745 erhielt er das Oberkommando über die österreichische Armee in Italien, welche in die Defensive gedrängt worden war. Er erkannte, dass es darauf ankam, die geschwächten und demoralisierten Truppen zu reorganisieren. Seine ständigen Anforderungen an den Hofkriegsratspräsidenten Graf Johann Philipp von Harrach um Verstärkung der Artillerie zeigten jedoch nur eine begrenzte Wirkung. So entschloss er sich, seine eigenen Kredite in die Waagschale zu werfen. Tatsächlich gelang es ihm die Truppen aufs Neue zu motivieren. Erst nach dem Frieden von Dresden erhielten seine Truppen Verstärkung aus Österreich. Zu diesem Zeitpunkt zeigten sich bei ihm erste Krankheitssymptome. Maria Theresia bestand jedoch auf seinem Verbleiben auf dem Kriegsschauplatz. Am 16. Juni 1746 konnte er eine französisch-spanische Koalition unter Marschall Maillebois in der Schlacht bei Piacenza schlagen und das Herzogtum Parma freikämpfen. Unter dem Druck der akuten Fieberanfälle sah er sich gezwungen, das Kommando an Feldzeugmeister Marchese Antoniotto Botta Adorno zu übergeben. In Begleitung seiner Gattin begab er sich zur Kur nach Colorno, dem Landsitz des Herzogs von Parma. Im Herbst 1746 kehrte er in die Heimat zurück.
Am 22. Dezember 1748 folgte er seinem Neffen zweiten Grades Johann Nepomuk Karl als regierender Fürst und Majoratsherr des Hauses Liechtenstein. Es bedurfte erheblicher Anstrengungen seinerseits, um die Verfallserscheinungen, welche die Regentschaft seines Vorgängers ausgelöst hatten, wieder zu bereinigen. Dabei zeigten sich abermals der rationale und ökonomische Sinn des neuen Fürsten und seine Fähigkeit zum entschiedenen Handeln. 1751 tauschte er mit seinem Bruder Emanuel die Herrschaft Mährisch Kromau (Kleines Majorat) gegen die Herrschaft Lundenburg. Im gleichen Jahr ging er mit seiner kränkelnden Gattin zur Kur nach Spa und verband damit eine Reise durch die Österreichischen Niederlande und die Republik der Vereinigten Niederlande. Der unerwartete Tod des Statthalters Wilhelm IV. von Oranien, der ihn eingeladen hatte, überschattet das Unternehmen. In Brüssel besuchte er 1752 seinen alten Mitstreiter Marchese Botta Adorno. 1753 erfolgte seine Bestellung als Generalkommandierender in Ungarn. Wegen Auseinandersetzungen mit dem Vizepräsidenten des Hofkriegsrats Graf Wilhelm Reinhard von Neipperg legte er das Amt bereits 1756 nieder.
Liechtensteins Abschied aus dem aktiven Militärdienst verschaffte ihm trotz gesundheitlicher Schwierigkeiten die Möglichkeit, sich intensiv mit seinem Hauptwerk zu befassen, der Erneuerung der österreichischen Artillerie. In seiner Funktion als Generaldirektor schrieb er Militärgeschichte, indem er die Artillerie zum stärksten Instrument des kaiserlichen Heeres formte und einen beträchtlichen Teil der dafür erforderlichen Finanzmittel aus eigenem Vermögen beizusteuern bereit war. Von 1750 bis 1760 ließ er vor allem bewegliche, leichtere Geschütze konstruieren, die Pulvermischungen neu adaptieren und Mannschaft und Offiziere wissenschaftlichen Überlegungen folgend ausbilden. Auf einem Grundstück in seiner Herrschaft Ebergassing wurde eigens ein Stückbohrwerk errichtet. Er setzte große Bemühungen darauf, eine möglichst hohe Beweglichkeit und Feuerkraft der Geschütze zu erzielen. Die Vielzahl der bis dahin existierenden Kanontypen wurde reduziert und auf die zu diesem Zeitpunkt üblichen Verzierungen der Rohre zugunsten von Zweckmässigkeit und Effizienz verzichtet. Die gesteigerte Feuerkraft infolge der qualitativen und quantitativen Verbesserungen bewährte sich im Siebenjährigen Krieg erstmals bei der Schlacht bei Kolin. Nach der Schlacht schrieb König Friedrich II. von Preußen an Lord Marschall:

„Die Feinde hatten den Vortheil einer zahlreichen und wohlbedienten Artillerie. Sie macht dem Liechtenstein Ehre.“

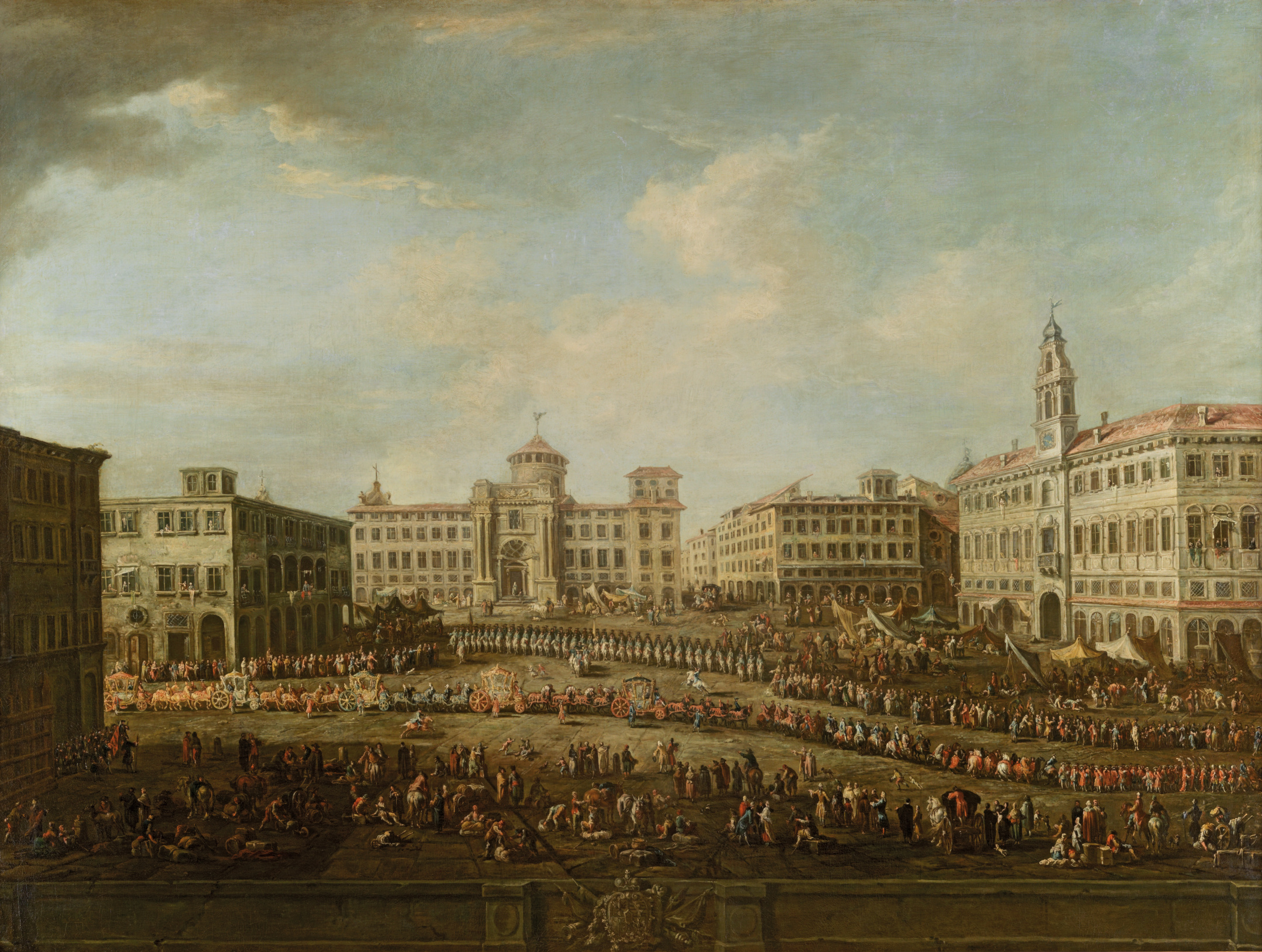
Einzug Joseph Wenzels von Liechtenstein in Parma (1760)

Aufgrund des besonderen Ansehens, das Liechtenstein bei der kaiserlichen Familie genoss, wurde er 1760 auf ausdrücklichen Wunsch Maria Theresias damit beauftragt, die Braut des Thronfolgers Erzherzog Josephs, Prinzessin Isabella von Bourbon-Parma, in einem feierlichen Zug aus Parma nach Wien zu holen. Der Auftrag bestand darin, als Vertreter des Kaiserpaars in Parma aufzutreten, dort offiziell die Brautwerbung vorzutragen, daraufhin die Eheschließung im Dom durch Prokuration zu vollziehen und schließlich die Prinzessin nach Wien zu geleiten. Den Feierlichkeiten ging ein reger diplomatischer Schriftwechsel voraus, der sich hauptsächlich mit Fragen des Protokolls und Zeremoniells befasste. Am 3. Juni 1760 wurde ihm das Prädikat Durchlaucht verliehen. Die ehrenvolle Aufgabe bot ihm einmal mehr die Gelegenheit, den Glanz des Hauses Liechtenstein zu demonstrieren. Seine Suite bei der Reise umfasste 240 Personen. Allein zur Beförderung seines Hofstaats waren rund sechzig Kutschen erforderlich. Am 3. September 1760 fand der prunkvolle Einzug in Parma statt. Nach den Hochzeitsfeierlichkeiten und einer siebzehn Tage dauernden Rückreise traf der feierliche Zug am 1. Oktober 1760 in der Residenzstadt Wien ein.
Sein letzter großer politischer Auftritt war 1764 als kaiserlicher Prinzipalkommissar bei der Wahl und Krönung Josephs II. in Frankfurt am Main. Liechtenstein wusste seine Missionen mit seinen künstlerischen Interessen fruchtbar zu verbinden. Die Fürstlichen Sammlungen erweiterte er fortwährend durch bedeutende Ankäufe, wie beispielsweise früher Venedig-Ansichten Canalettos oder Veduten Bernardo Bellottos. Zur Pflege der Sammlungen bestellte er als Galeriedirektor Gaetano Fanti und anschließend dessen Sohn Vincenzo Fanti, welcher 1767 den ersten gedruckten Serienkatalog der Majoratssammlung herausbrachte. Er betätigte sich auch als Bauherr und ließ den Umbau von Schloss Feldsberg fertigstellen und das Gobelinzimmer im Schloss mit Tapisserien der Berliner Manufaktur von Jean II Barraband ausstatten. Eine gewisse Popularität bei seinen Untertanen verschaffte ihm der Bau der Kirche und des Pfarrhauses der 1768 gegründeten Pfarrei Triesenberg. Durch die Stiftung eines Pfrundvermögens sicherte er den Fortbestand dieser Gründung. Für seine Bibliothek erwarb er etwa tausend kostbare Bücher und Handschriften. Als Hausoffizier beschäftigte er Angelo Soliman, bis dieser aufgrund einer 1768 heimlich eingegangenen Ehe in Ungnade fiel und aus dem fürstlichen Dienst entlassen wurde.
1769 verfasste er sein Testament. Zeit seines Lebens suchte er die Söhne seines Bruders Emanuel zu protegieren. Dies galt in besonderer Weise für seinen Neffen und späteren Erben Franz Joseph, den er auf seine Reisen mitnahm. Er war bestrebt die Einheit der Familie hochzuhalten und unnötige Konflikte zu vermeiden. Am 10. Februar 1772 verstarb Liechtenstein in Wien. Nach der Totenfeier in der Wiener Michaelerkirche wurde sein Leichnam nach Wranau überführt und in der Familiengruft bestattet.

## Auszeichnungen
- 1739: 685. Ritter des Ordens vom Goldenen Vlies
- 1765: Großkreuz des königlich ungarischen Sankt-Stephans-Ordens

## Rezeption

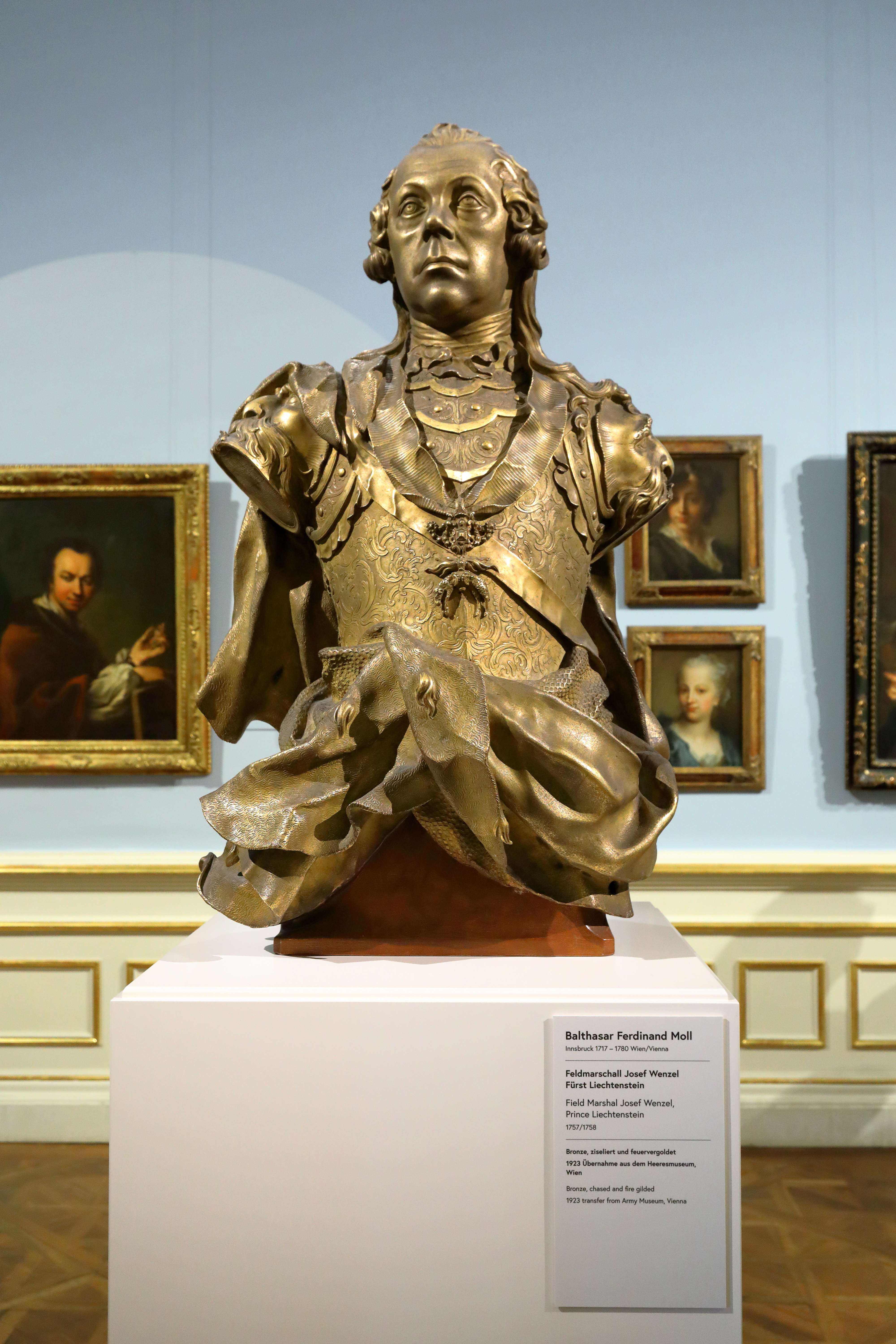
Büste von Fürst Joseph Wenzel von Liechtenstein (1758)

Statue im Heeresgeschichtlichen Museum.

Durch die kaiserliche Entschließung von Franz Joseph I. vom 28. Februar 1863 wurde Joseph Wenzel Fürst von und zu Liechtenstein in die Liste der „berühmtesten, zur immerwährenden Nacheiferung würdiger Kriegsfürsten und Feldherren Österreichs“ aufgenommen, zu deren Ehren und Andenken auch eine lebensgroße Statue in der Feldherrenhalle des damals neu errichteten k.k. Hofwaffenmuseums (heute: Heeresgeschichtliches Museum Wien) errichtet wurde. Die Statue wurde 1868 vom Bildhauer Vincenz Pilz (1816–1896) aus Carrara-Marmor geschaffen, gewidmet wurde sie von Johann II. Fürst von Liechtenstein. Darüber hinaus beherbergt das Heeresgeschichtliche Museum eine Porträtbüste des Feldmarschalls Liechtenstein von der Hand des berühmten Bildhauers Franz Xaver Messerschmidt.